# 米契·漢尼格
米契·埃文·漢尼格（英語：Mitch Evan Haniger，1990年12月23日—），為美國職棒大聯盟的外野手，目前為自由球員。他先前曾效力於響尾蛇、水手與巨人等隊。2012年美國職棒大聯盟選秀，漢尼格在首輪38順位被釀酒人選走。2014年，他被交易到響尾蛇，並在2016年登上大聯盟。

## 職業生涯

### 密爾瓦基釀酒人
2012年，普林斯·菲爾德離開釀酒人加入老虎隊，因此釀酒人獲得補償選秀籤。2012年大聯盟選秀，釀酒人便在首輪38順位選走漢尼格。之後漢尼格從1A出發，隔年升上高階1A。球季結束後，他加入亞利桑那秋季聯盟，還和克里斯·布萊恩共同入選單週最佳球員。
2014年，漢尼格受邀參加春訓。不過他並未成功擠進大聯盟，而是從2A開季。

### 亞利桑那響尾蛇
2014年7月31日，釀酒人將漢尼格和Anthony Banda交易到響尾蛇，換來傑拉多·帕拉。2015年，他從2A出發，並自隔年季中升上3A。2016年8月16日，漢尼格登上大聯盟。他在初登板就敲出三壘安打，成為響尾蛇隊史首位以三壘安打做為生涯首安的選手。

### 西雅圖水手
2016年11月23日，響尾蛇將漢尼格、金恩·塞古拉和Zac Curtis交易到水手，換來泰灣·沃克和凱特爾·馬提。

#### 2017年
漢尼格在這年入選開幕戰先發名單，並擔任第二棒。7月29日，他在比賽中被觸身球擊中臉部退場。8月19日他敲出大聯盟生涯首發滿貫砲。整季他的打擊率為2成82，並敲出16轟與47分打點。

#### 2018年
他在球季開打第一個月就繳出3成09打擊率，外帶10轟與27分打點的成績。上半季他的打擊率為2成72，並敲出18轟與67分打點，並成功入選明星賽。
整季他的打擊率為2成85，並敲出26轟與93分打點，在MVP票選上拿下第11名。

#### 2019年
水手隊在這年一口氣走了羅賓森·坎諾、尼爾森·克魯斯、詹姆斯·帕克斯頓和艾德溫·迪亞茲四位全明星球員。漢尼格也成為球隊重建期的領袖，整季他的打擊率為2成20，並敲出15轟與32分打點。之後他在6月6日因為自打球受傷，並缺席剩餘球季。

#### 2020年
漢尼格在這年宣布退出大聯盟賽季，並將休息的時間拿來養傷。

#### 2021年
這年漢尼格回歸大聯盟。單季敲出39轟、100分打點與110得分都是生涯新高。

## 國際賽
2018年10月29日，漢尼格代表大聯盟明星隊出戰2018年美國職棒大聯盟美日明星賽。

## 個人生活
漢尼格在2016年結婚，長女在2020年12月出生。

## 外部連結
- 球員資訊和成績在MLB，ESPN，Baseball-Reference，Fangraphs（英文）
- 米契·漢尼格的X（前Twitter）
- 米契·漢尼格的Instagram帳戶